# Asociación Protectora de los Estados Unidos
La Asociación Protectora de los Estados Unidos (en inglés: American Protective Association, abreviado APA) fue una sociedad secreta anticatólica y contra la inmigración, formada en Iowa el año de 1887.
Su afiliados eran en su mayoría agricultores que temían el posible crecimiento y obtención de poder político de las ciudades habitadas por inmigrantes, llegando a tener más de dos millones de integrantes para los años 1890. La agrupación vio disminuido el número de miembros activos después de las elecciones de 1896, debido a la vuelta de la prosperidad agrícola del Medio Oeste. Ya para el año 1911, la entidad había desaparecido.
- Datos: Q4744751